# Himmelflugt
Himmelflugt er en dansk kortfilm fra 1990, der er instrueret af David Fox.

## Handling
Hvorfor skriver folk postkort, når de er ude at rejse? Hvorfor kan folk lide gyserfilm? Hvorfor forsøgte arkivar Bråd Andersen at flygte fra sit arkiv og søge mod himmelen? Denne kortfilm ville gerne give svar på alle tre spørgsmål, men kun det sidste besvares.